# 디온쿤다 트라오레

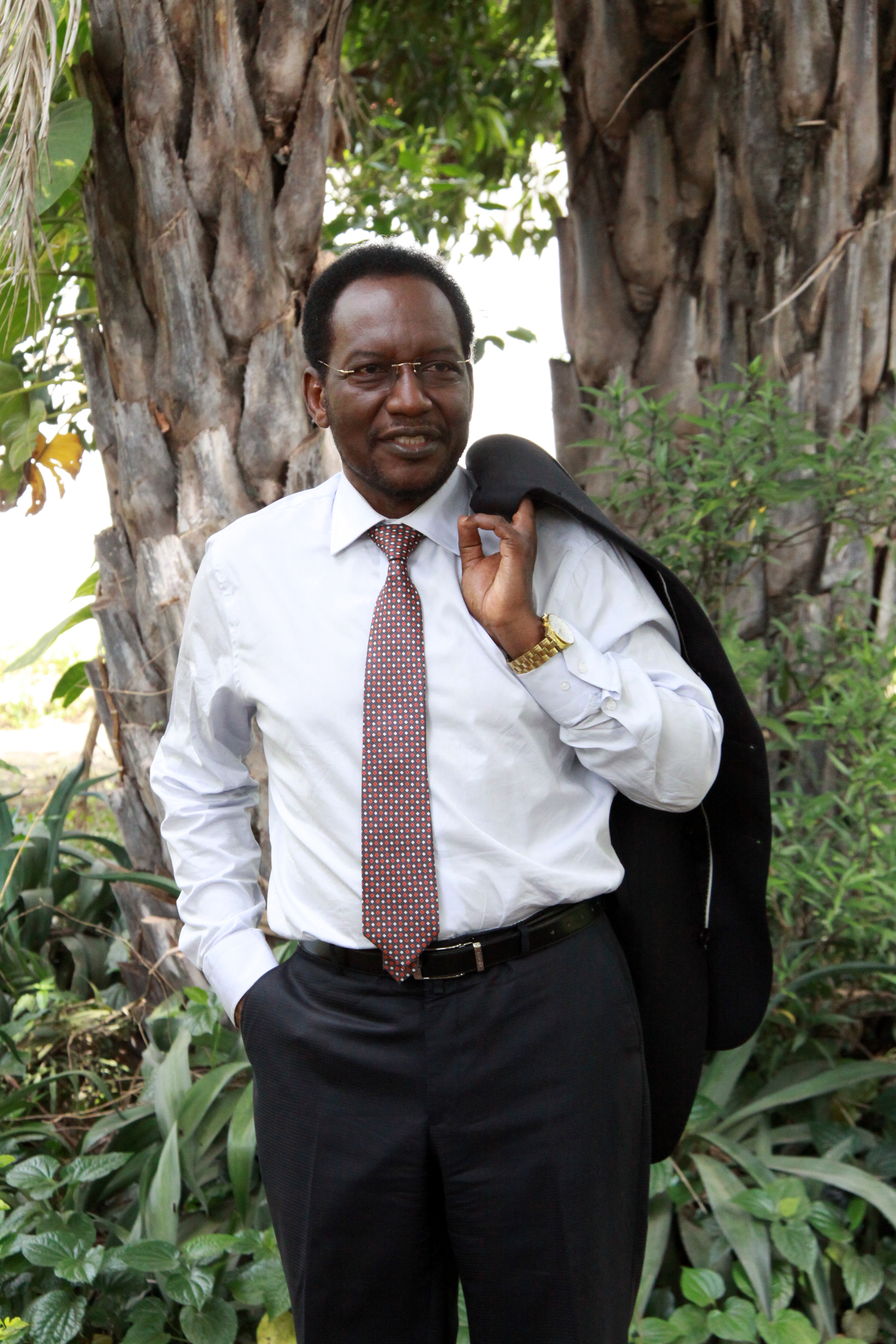
디온쿤다 트라오레

디온쿤다 트라오레(Dioncounda Traoré, 1942년 2월 23일 ~ )는 말리의 정치인으로, 2012년 4월 12일부터 2013년 9월 4일까지 말리의 대통령 대행을 하였다.
| 전임 아마두 사노고 | 말리의 국가 원수 2012년 4월 12일 ~ 2013년 9월 4일 | 후임 이브라힘 부바카르 케이타 |